# شلل رباعي تشنجي
الشلل الرباعي التشنجي، المعروف أيضًا باسم شلل الأطراف الأربعة التشنجي، هو مجموعة فرعية من الشلل الدماغي التشنجي الذي يؤثر على الأطراف الأربعة (الذراعين والساقين).
بالمقارنة مع الشلل الرباعي، يُعرف الشلل الرباعي التشنجي بأنه تشنج في الأطراف بدلاً من الشلل الشديد. ويمكن تمييزه عن غيره من أشكال الشلل الدماغي بأن المصابين بهذه الحالة يظهر عليهم حركات تشنجية قاسية ناتجة عن فرط توتر العضلات.
يؤثر الشلل الرباعي التشنجي على الأطراف الأربعة كلها بشكل متساوٍ إلى حد ما، لكن قد تُظهر أجزاء من الجسم صلابة أكثر من غيرها، مثلًا قد تكون إحدى الذراعين ذات قطر أصغر من الذراع الأخرى. أما في الشلل الثلاثي التشنجي تُصاب ثلاثة أطراف (مثل ذراع واحد ورِجلين، أو رجل واحدة وذراعين، إلخ). يؤثر الشلل النصفي التشنجي على طرفين فقط (عادة الرجلين فقط)، ويؤثر الشلل النصفي التشنجي على جانب كامل من الجسم (يسار أو يمين)، وتكون الإصابة في الشلل الأحادي التشنجي في طرف واحد فقط.

## الأعراض والعلامات
يشخص الأطباء الشلل الرباعي التشنجي من خلال التطور غير الطبيعي للمهارات الحركية لدى الأطفال. قد تظهر الأعراض في وقت مبكر يصل إلى ثلاثة أشهر ولكن بشكل عام ستظهر قبل أن يبلغ عمر الطفل عامين. تشمل بعض العلامات التحذيرية: طفل عمره أكثر من شهرين لديه تيبس في ساقيه وغير قادر على التحكم في رأسه، وطفل عمره أكثر من سنة ولم يطور قدرته على الزحف أو الوقوف.
يُظهر الشلل الرباعي التشنجي أيضًا مجموعة من الأعراض التي تؤثر على الجهاز العضلي. يعاني المريض من التقفّع في العديد من أجزاء جسده، الذي يُعرَّف بأنه وجود مفاصل غير قابلة للتمدد أو الحركة عند المريض. الرمع هو عرض آخر يتميز بتناوب التقلص السريع والاسترخاء في العضلات، ويظهر بشكل رعشة وحركة مِقصّية في الأطراف. يعاني المصابون بالشلل الرباعي التشنجي، أو الانقباضات المستمرة وصغر قطر العضلات من خلل التوتر غالبًا. قد تؤثر هذه الانقباضات العضلية اللاإرادية على نمو العضلات الهيكلية حول الورك وتؤدي إلى خلل التنسج والخلع، مما يجعل الجلوس صعبًا. تزيد هذه الأعراض من صعوبة المشي عند المرضى أيضًا. على الرغم من أن أذرع المرضى وأرجلهم غالبًا ما تكون متيبسة، لكنهم يعانون من ضعف في الرقبة أيضًا بسبب نقص التحكم الإرادي في العضلات.

## الأبحاث
لوحظ أن الخلايا إيجابية الدوبل كورتين، المشابهة للخلايا الجذعية، قابلة للتكيف بشكل كبير. عند استخلاص هذه الخلايا من الدماغ، ثم زرعها، ثم إعادة حقنها في المنطقة المتضررة من الدماغ عند نفس المريض، قد تساعد على إصلاح المنطقة المتخربة وإعادة بنائها. قد يستغرق العلاج باستخدام الخلايا إيجابية الدوبل كورتين بعض الوقت ليكون متاحًا للاستخدام العام، إذ يجب أن يستوفي المعايير المطلوبة في اللوائح والتجارب.